# Leïla Sebbar
Leïla Sebbar (n. 9 noiembrie 1941 în Aflou, Algeria) este o scriitoare de origine algeriană. Leïla este pe jumătate franțuzoaică, mama ei fiind de naționalitate franceză.
În prezent locuiește la Paris și scrie în limba franceză.